# Kristijan Jakić
Kristijan Jakić (sinh ngày 14 tháng 5 năm 1997) là một cầu thủ bóng đá chuyên nghiệp người Croatia thi đấu ở vị trí tiền vệ cho câu lạc bộ Eintracht Frankfurt tại Bundesliga và đội tuyển quốc gia Croatia.